# Xnoybis
Xnoybis is een compositie van Giacinto Scelsi. De Italiaan schreef het voor viool solo. Het is niet bekend of Scelsi met de titel verwees naar de Latijnse betekenis “spirituele transcendentie” dan wel escapisme. Daarvoor is te weinig bekend van de excentrieke componist. Xnoybis laat zweverige muziek horen, die te vergelijken is met het geluid van een sirene of het zoemen van muggen. De zweverigheid komt tot stand door het toepassen van microtonaliteit. Overigens moet de violist(e) zich in allerlei bochten wringen om de drie delen (gewoon I, II en III) te spelen. De klank is namelijk mede afhankelijk van de stand van de strijkstok op de snaren en de stemming van de snaren is gewijzigd (Scordatura). De typering van de klank (sirene/mug) laat al zien dat het werk paste binnen het oeuvre van de componist. Er is geen sprake van maat, ritme, melodie of toonsoort. De muziek gaat dan ook nergens naartoe, een muzikale oplossing is er niet. Het is uiterst introverte muziek. De drie delen beginnen en eindigen in het spreekwoordelijke niets. Het kent een statisch en monotoon karakter.
In 1973 zou de componist terugkeren naar deze muziek met zijn L’âme ailée – L’âme ouverte.  
Xnoybis is gearrangeerd om het tot uitvoering te kunnen brengen op dwarsfluit en klarinet (in duovorm).